# Duitse Kuif

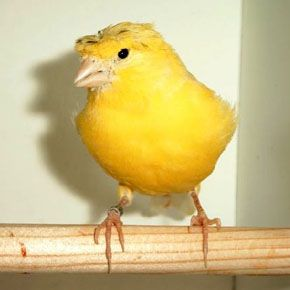
Duitse kuif

De Duitse Kuif is een van de eerste soorten kuifpostuurkanaries die van oorsprong niet veel veranderd is in vorm van het lichaam zoals de Gloster Fancy. De Duitse Kuif is daardoor van lichaam ten opzichte van een kleurkanarie vrijwel zonder enig verschil te vergelijken. De doelstelling voor het kweken van deze vogel draait ook om het behoud van de normale vorm en een mooie compacte en korte kuif.

## Categorie
De Duitse Kuif behoort tot de categorie postuurkanarie van het vogel soort kanarie. Deze vogels worden op tentoonstellingen beoordeeld op hun uiterlijk en hoe dicht ze zitten ter vergelijking met het ’ideale plaatje’ maar ook de kleur van de vogel speelt een belangrijke rol. Mocht de kleur niet goed zijn, dan zit de vogel niet in de juiste TT-categorie ingedeeld.

## Beschrijving
De Duitse Kuif is een van de jongere Duitse rassen postuurkanaries die in deze categorie is ingedeeld. Van oorsprong komen vele postuurkanaries uit Engeland, dit is echter een van Duitsland afkomstige soort, zoals de naam al zegt. Van de Duitse Kuif kunnen we zijn oorsprong vinden in Duitsland voor zijn kuif, echter het lichaam in Nederland. De vogel stamt namelijk direct af van de Nederlands Gekuifde zangkanarie. Door de bouw van het lichaam en de kop kan hierdoor niet een kuif worden gekweekt zoals we die kennen van de Gloster Fancy maar zeker herkenbaar.
Een ovale kuif is dus een eis, echter een vaak voorkomend kenmerk blijft een niet gehele aansluiting in de nek. Een streven blijft natuurlijk een gesloten nekbevedering waar geen veren uit steken. Verder wordt de vogel vooral beoordeeld op zijn kleur. Een keurmeester voor deze soort moet dus ook de kenmerken beheersen voor kleurkanaries. Iedere kleur behoort zuiver te zijn en speciale kenmerken op de juiste plaats en hoeveelheid aanwezig te zijn.

## Kenmerken

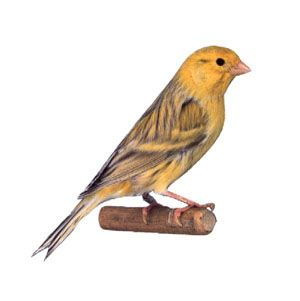
Gele kanarie met pigment

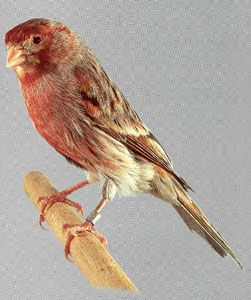
Rode kanarie met pigment

Bontvorming bij de Duitse Kuif is niet toegestaan. Pigment mag wel voorkomen mits in de juiste vorm en aantallen. Dit houdt het volgende in: een vogel mag één basiskleur hebben met speciale markeringen in een donkere kleur. Een vogel mag dus niet willekeurige vlekken hebben of meerdere basiskleuren. Mocht de vogel niet de juiste speciale markeringen hebben of willekeurige vlekken hebben, wordt hij niet geaccepteerd op een tentoonstelling.

## TT-voorwaarden
Voor een tentoonstelling hebben postuurkanarie keurmeesters bepaalde voorwaarden waar een vogel aan moet voldoen om het ideale plaatje te vormen. Deze zijn als volgt bepaald:

### Kuif
- 30 punten
- Ovaal van vorm en goed gesloten, afhangend tot aan de snavelbasis, juist boven het oog blijvend.
- De kuif moet goed aansluiten in de nek.
- Bij lipochroom pigment in kuif toegestaan mag niet doorlopen in de nek.
- Het middelpunt zo klein mogelijk en centraal geplaatst.

### Kleur
- 20 punten
- Voor de kleur gelden dezelfde eisen als voor kleurkanaries

### Vorm,Groote
- 15 punten
- Groote 13,5-14,5 centimeter
- Kleurkanarie type, borst niet te zwaar, rug licht gewelfd.
- De vleugels goed aangesloten.

### Bevedering
- 15 punten
- Rein,strak,glanzend en compleet,goed aansluitend aan het lichaam.

### Houding
- 10 punten
- Onder een hoek van 60°. Levendige presentatie.

### Conditie
- 10 punten
- Gezond, zuiver en goed verzorgd.

## Bonden
- ANPV Algemene Nederlandse Postuurkanarie Vereniging
- NBvV Nederlandse Bond voor Vogelliefhebbers